# 刘奕畅
刘奕畅（1997年10月24日—），男，内蒙古呼伦贝尔人，中国演员，擅长演戏，唱歌，跳舞等。毕业于上海戏剧学院。2016年出演个人首部电影《摆渡人》从而正式进入演艺圈。

## 生平

### 演艺生涯
2016年出道，出演个人首部由张嘉佳与王家卫担任编剧的爱情电影《摆渡人》。12月23日，参演的爱情喜剧片《摆渡人》在中国内地上映，这是他的首部电影作品。
2017年7月，与刘菲、程慕轩联袂主演青春片《电竞纪元之王者女友
》。9月，与陈瑶、龚俊合作主演青春奇幻网络剧《指尖少年》，他在剧中饰演时而是腼腆害羞温润如玉的政法大学研究生肖翰林，时而是救死扶伤的谦谦公子逍遥生。12月19日，他与李思函、肖燕合作主演的青春科幻校园喜剧《燃血女神》在优酷视频播出，在剧中他饰演的林大鱼为了追女孩而上大学，凭借其阳光帅气的外形，深得同校女生喜爱。
2018年7月18日，与张子枫、熊梓淇联合主演的青春校园剧《我和两个他》在爱奇艺视频播出，在剧中饰演酷炫狂拽叼炸天的“鹅系男”彭一伦。
2019年6月6日，他和刘秋实、何琢言合作主演的青春励志片《当我们海阔天空》在中国内地上映。10月28日，他获得第六届文荣奖未来之星奖。
2020年2月14日，他与虞书欣、骆明劼合作主演的古装探案喜剧《少主且慢行
》在爱奇艺视频播出，在剧中饰演表面上玩世不恭，沾花惹草，但内心霸道深情的男子赵错，同时，也演唱《少主且慢行》插曲《丁老头》。4月20日，他与王玉雯、吴希泽合作主演的古装爱情剧《长安少年行》在腾讯视频、芒果TV播出，在剧中饰演剑术高超，孤傲冷峻的独孤牧雪。10月21日，与鞠婧祎、张哲瀚共同领衔主演轻古风甜爽剧《如意芳霏》在爱奇艺播出，饰演徐平 。
2021年，刘奕畅主演的青春奇幻剧《指尖少年》在芒果TV播出。6月16日，主演的都市悬疑爱情成长剧《不能恋爱的秘密
》在芒果TV独家播出。

## 音乐作品

### 单曲
| 年份   | 名称     | 作曲           | 作词         | 备注                 |
| 2020年 | 丁老头   | 汪拾米         | 汪拾米       | 电视剧少主且慢行插曲 |
| 2020年 | 为我骄傲 | 林钧晖、陈玉彬 | 翟春潇、金钟 | 电视剧长安少年行插曲 |

## 影视作品

### 电视剧/网络剧
| 年份   | 剧名                 | 角色          | 備詮               |
| 2017年 | 燃血女神             | 林大鱼        | 网络剧             |
| 2018年 | 我和两个他           | 彭一伦        | 网络剧             |
| 2020年 | 少主且慢行           | 赵错          | 网络剧             |
| 2020年 | 长安少年行           | 独孤牧雪      | 网络剧             |
| 2020年 | 如意芳霏             | 徐平          |                    |
| 2021年 | 指尖少年(2017年拍攝) | 肖翰林        | 网络剧             |
| 2021年 | 不能恋爱的秘密       | 李嘉尚        | 网络剧             |
| 2021年 | 理想之城             | 何从容        |                    |
| 2023年 | 公子不可求           | 王辰逸/赵辰逸 | 网络剧             |
| 2023年 | 理科生坠入情网       | 肖宇河        | 网络剧             |
| 2023年 | 弓元特攻队           | 孫澤宇        | 网络剧，2018年拍攝 |
| 2023年 | 甜蜜的你             | 沈辰          |                    |
| 待播   | 回来的她们           |               | 网络剧             |
| 待播   | 向你而来             | 江越          | 网络剧             |
| 待播   | 星光予你             | 沈嘉钦        | 网络剧             |

### 电影
| 年份   | 名称               | 角色   |
| 2016年 | 摆渡人             | 小北   |
| 2017年 | 电竞纪元之王者女友 | 刘皓繁 |
| 2019年 | 当我们海阔天空     | 李想   |
| 2025年 | 多幸运遇见你       | 宋恩   |

## 荣誉及奖项
| 年份   | 届次                 | 奖项         | 作品   | 国家 | 结果 |
| 2019年 | 第六届横店影视文荣奖 | 未来之星奖   | 不適用 | 中国 | 獲獎 |
| 2021年 | 2021OK!挚爱大赏      | 年度挚爱新人 | 不適用 | 中国 | 獲獎 |